# Waldeinsamkeit

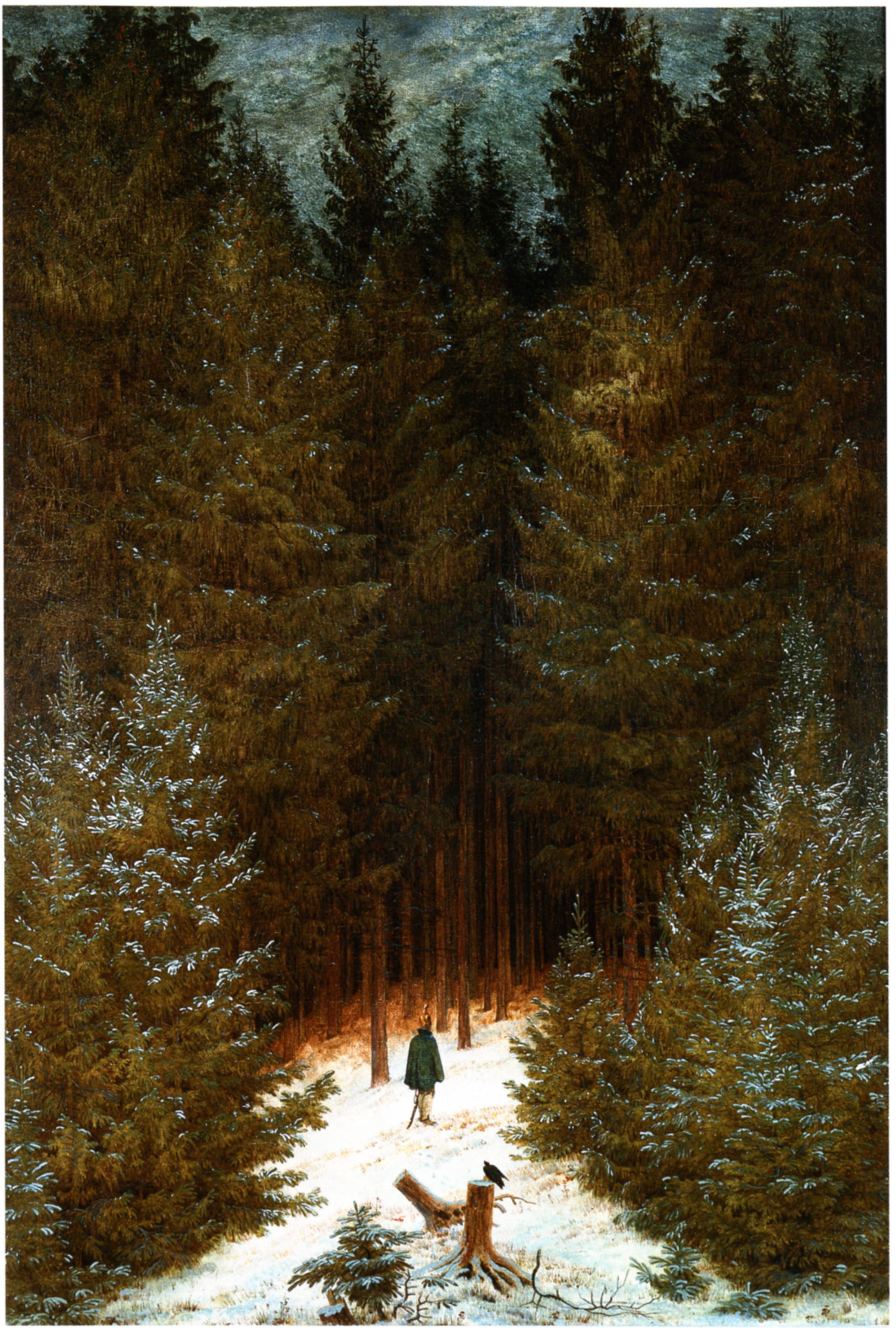
Caspar David Friedrich (1774–1840): Der Chasseur im Walde, 1814

Mit Waldeinsamkeit, einem Aspekt des Motivs der Einsamkeit, wird ein religiöses asketisches Ideal umschrieben, das Bestandteil im asiatischen Mönchtum ist und ebenso bis ins mittelalterliche Mönchtum des Abendlands verbreitet war. Der Begriff erfuhr in der Romantik eine eigene Akzentuierung als literarisches Motiv.

## Religion

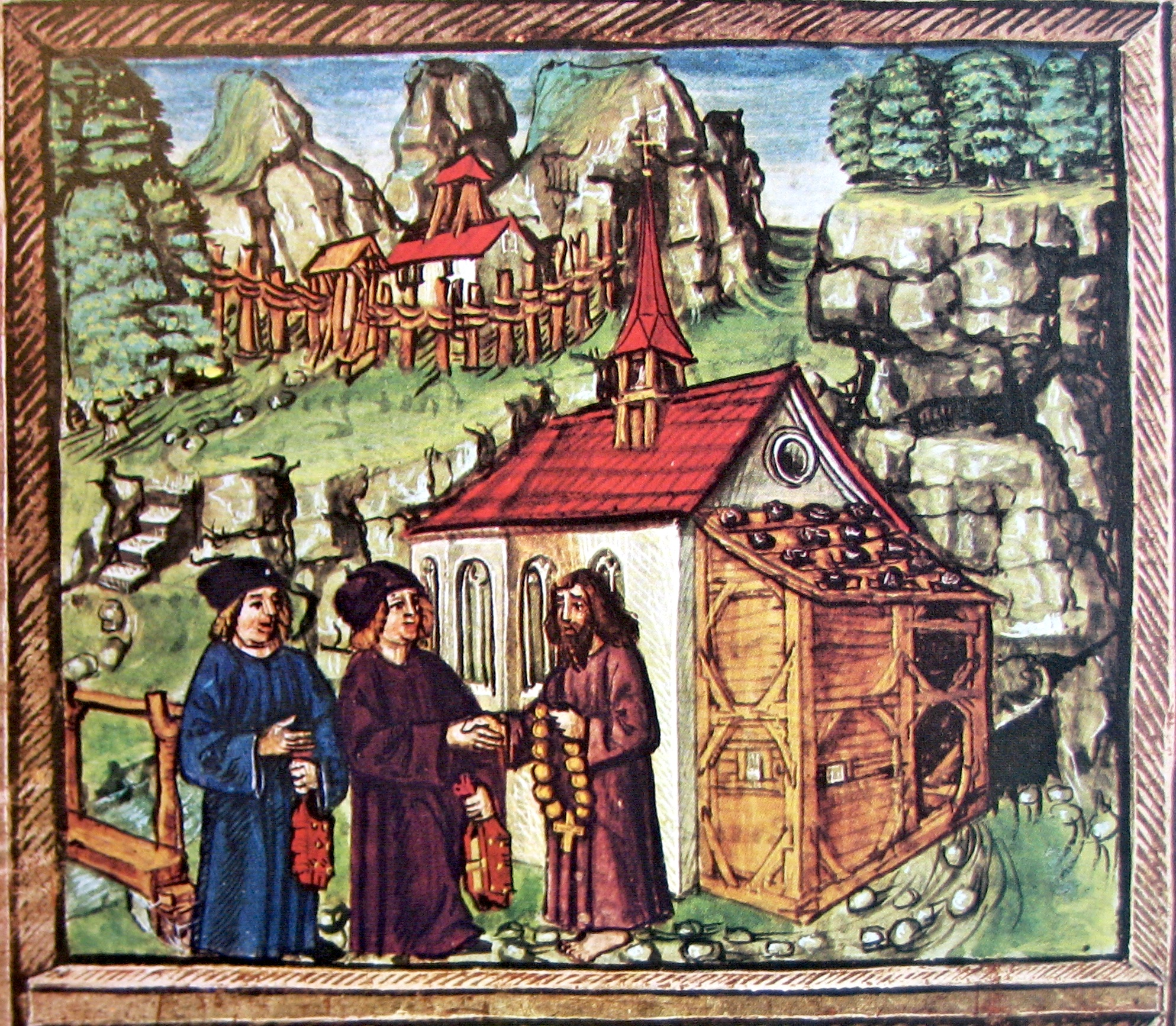
Kleriker suchen den Einsiedler Niklaus von Flüe in seiner Waldklause auf, Luzerner Chronik 1513

In der asketischen Tradition des Hinduismus spielt die durch den Vānaprastha („Waldmönch“) freiwillig aufgesuchte Waldeinsamkeit eine maßgebliche Rolle, ebenso wie im Buddhismus bis in dessen Gegenwart heute etwa in Thailand als Tudong in der buddhistischen Waldtradition oder auch im Westen.
Im europäischen christlichen Mönchtum suchten bis ins späte Mittelalter Einsiedler und Eremiten ihre Zuflucht in die Abgeschiedenheit im Wald einerseits vor dem Treiben in der Stadt (siehe Lebensformen des Mönchtums), andererseits vor verweltlichenden Tendenzen im Kloster (wie die Vallombrosaner), wo sie durch das Volk vielfach hohe Wertschätzung erfuhren. Beispiele für Eremiten, deren ehemalige Waldklausen bis heute beliebte Wallfahrtsorte sind:
- Meinrad von Einsiedeln (Frühmittelalter), der eine Waldklause in den Schweizer Voralpen bewohnte, an dessen statt heute das Kloster Einsiedeln steht.
- Franz von Assisi (Hochmittelalter), der zeitweise als Eremit in den italienischen Waldklausen Eremo delle Carceri und La Verna lebte.
- Niklaus von Flüe (Spätmittelalter), dessen ehemalige Schweizer Waldklause Flüeli-Ranft mit zwei Kapellen bis heute erhalten ist.

### Vorromantische Literatur
In Wolfram von Eschenbachs Versepos Parzival verkörpert die Figur des Trevrizent das Ideal des in der Waldeinsamkeit lebenden Asketen. Das Bild vom Einsiedel im Wald wird 1668 in Grimmelshausens Der abenteuerliche Simplicissimus aufgegriffen und in der Barockdichtung zum literarischen Sujet.

### Literatur der Romantik

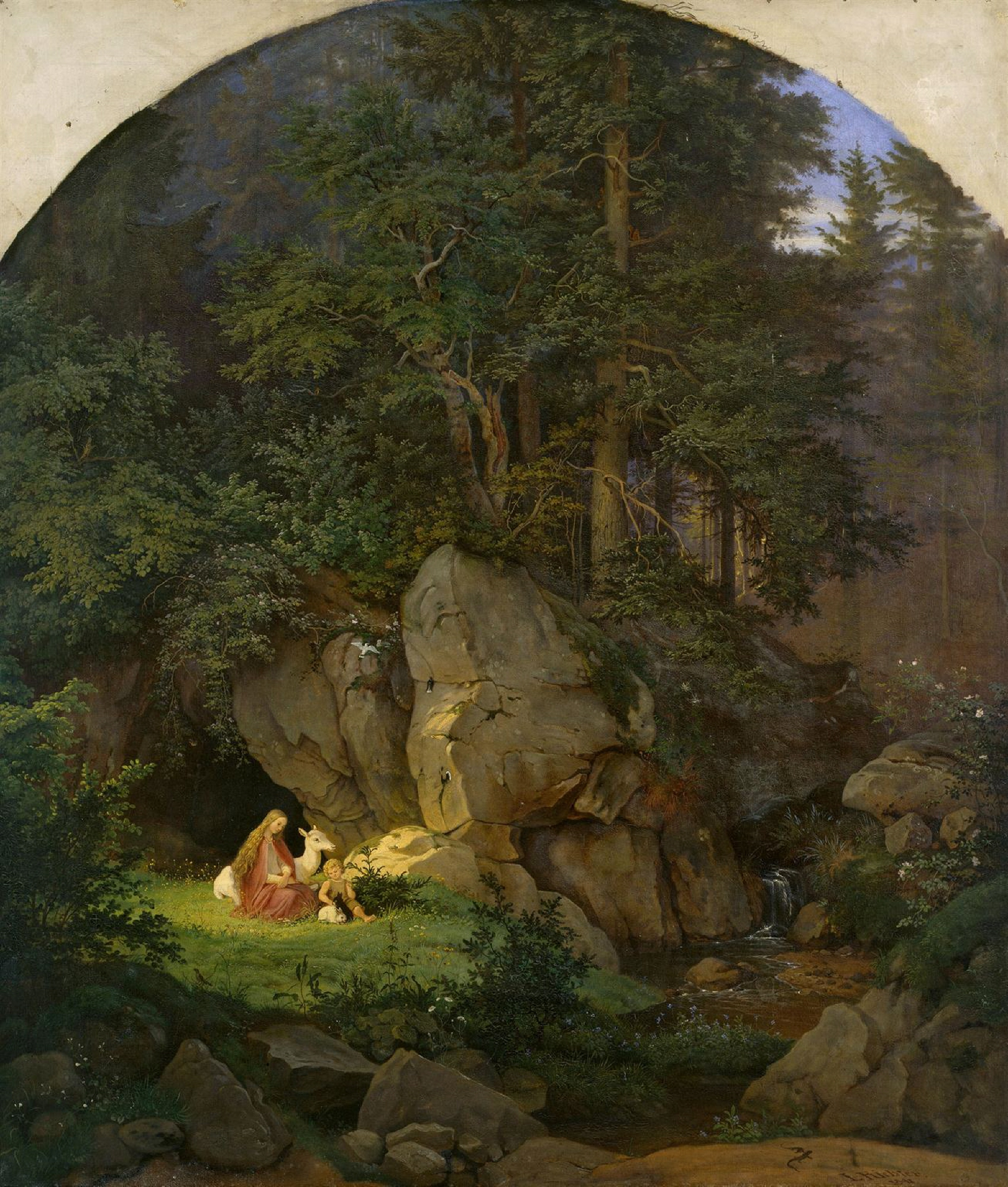
Ludwig Richter (1803–1884): Genoveva in der Waldeinsamkeit, 1841. Gustav Schwab und Ludwig Tieck schrieben Nachdichtungen dieser mittelalterlichen Sage.

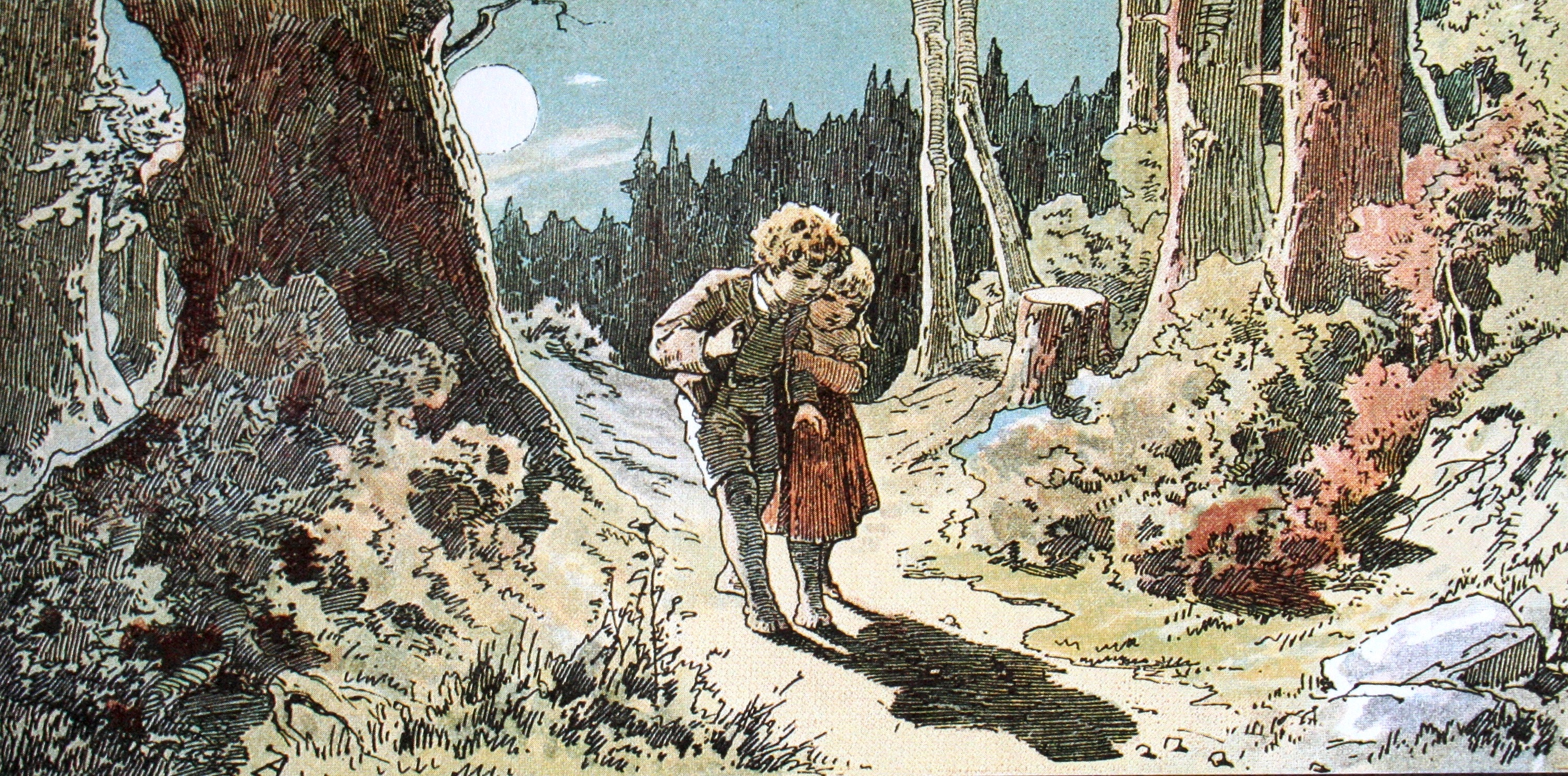
Alexander Zick (1845–1907): Hänsel und Gretel im Walde

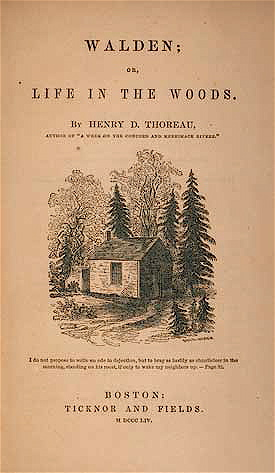
Titelblatt der Erzählung Walden von Henry David Thoreau, 1854

## Malerei

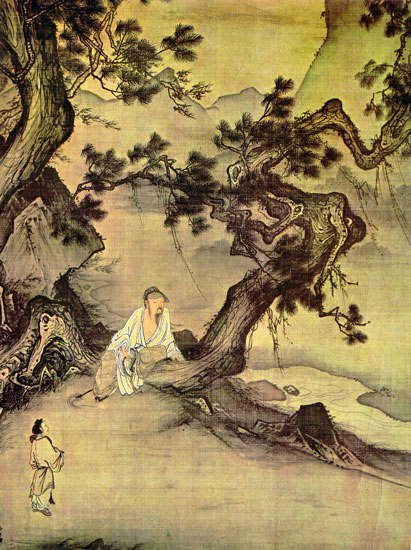
Ma Lin (1180–1265): Dem Wind in den Kiefern lauschend.
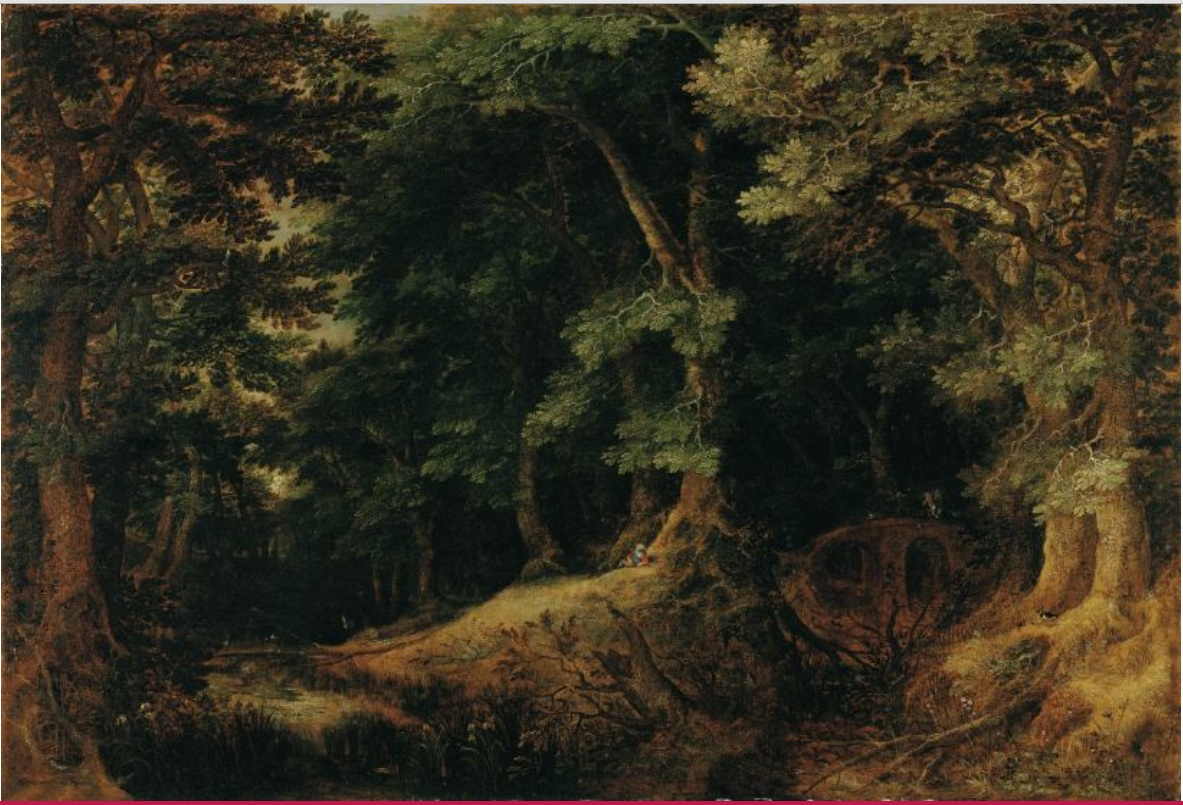
Gillis van Coninxloo (1544–1607): Waldlandschaft.
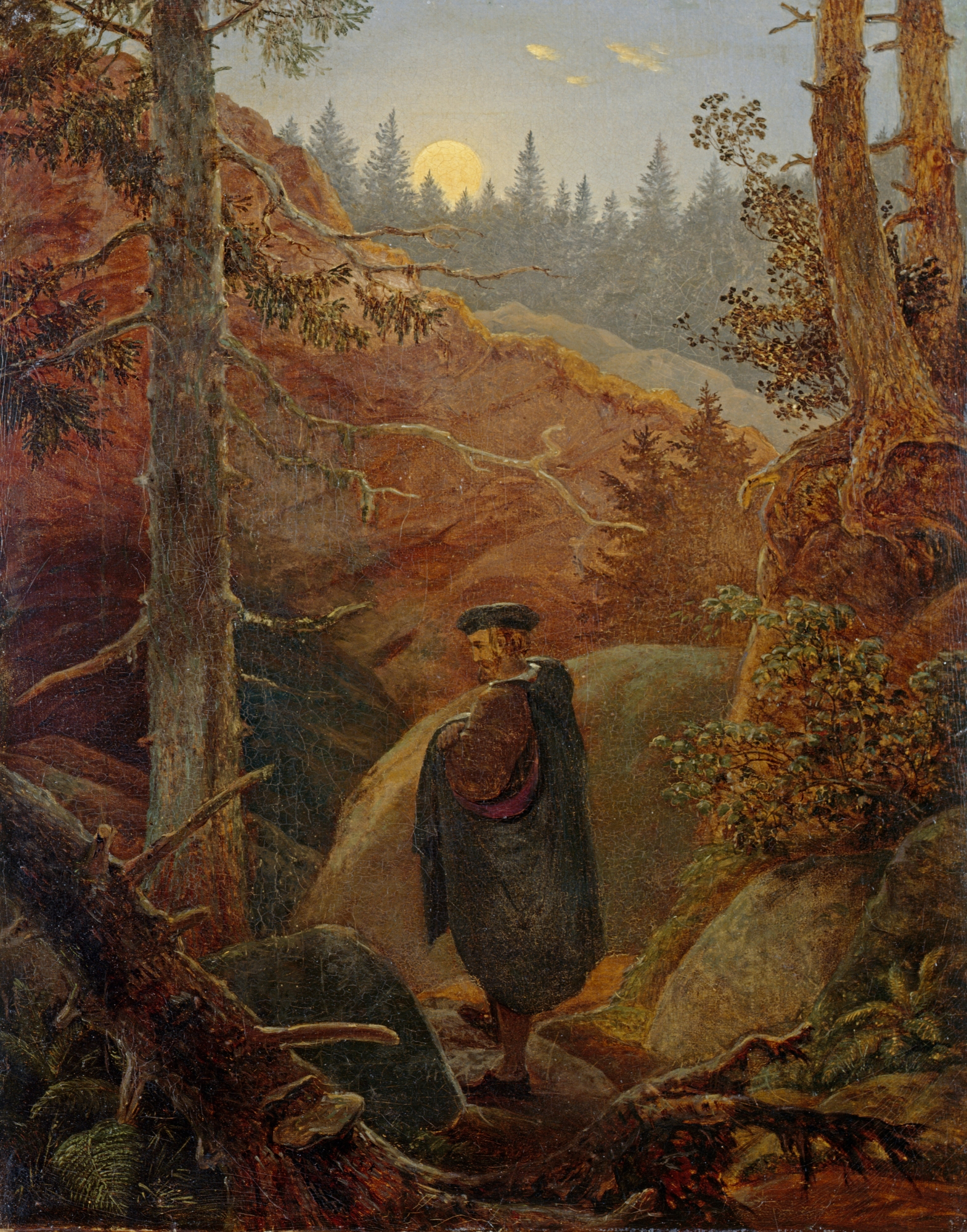
Carl Gustav Carus (1789–1869): Faust im Gebirgswalde, 1821.
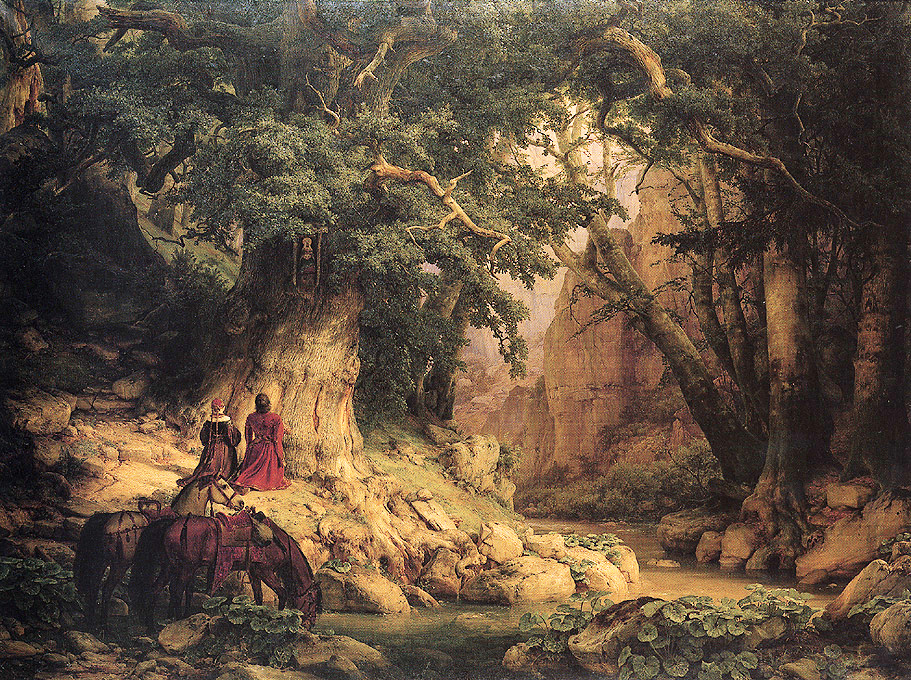
Carl Friedrich Lessing (1808–1880): Die tausendjährige Eiche, 1837.
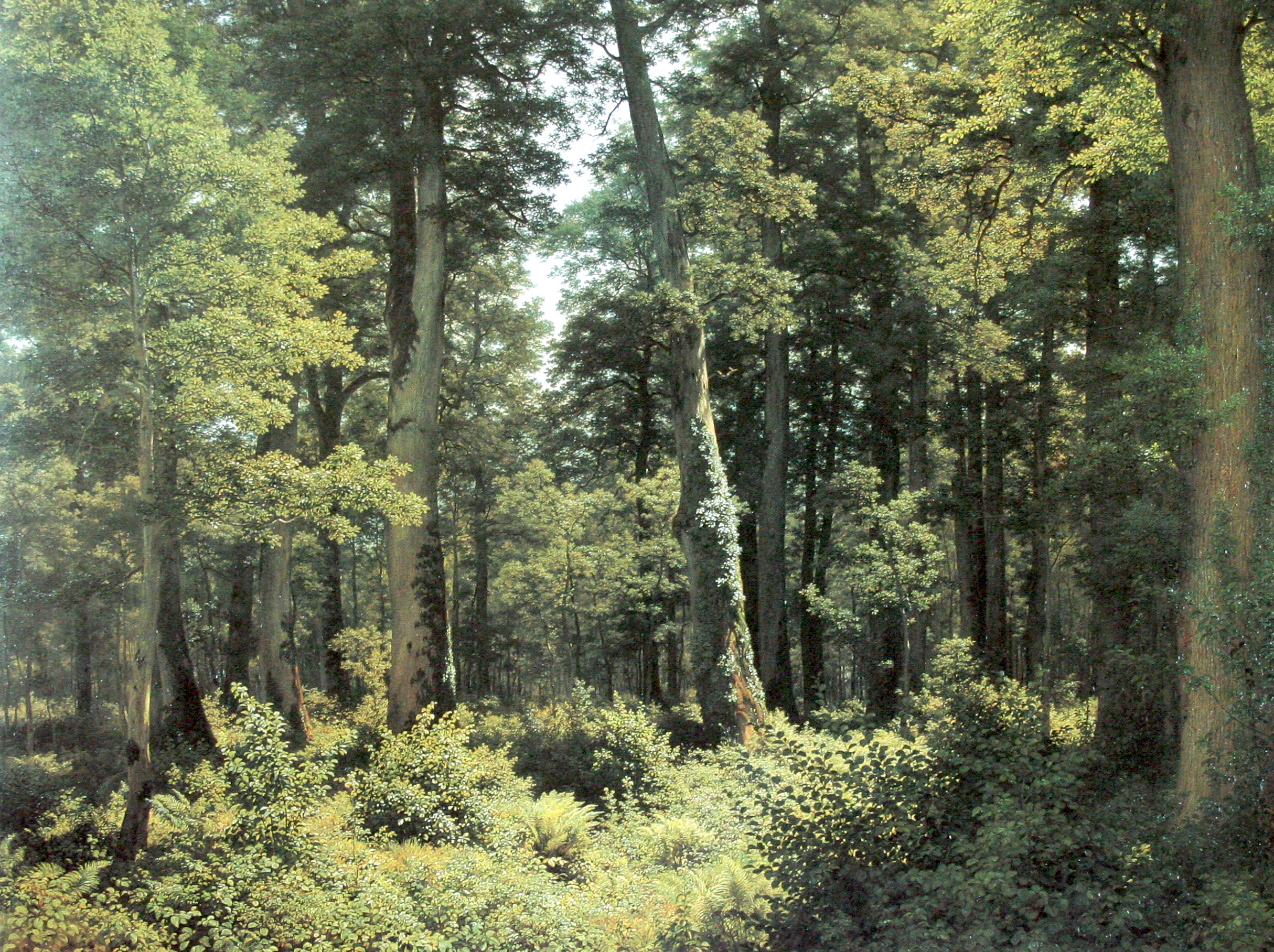
Robert Zünd (1826–1909): Eichwald, 1882.
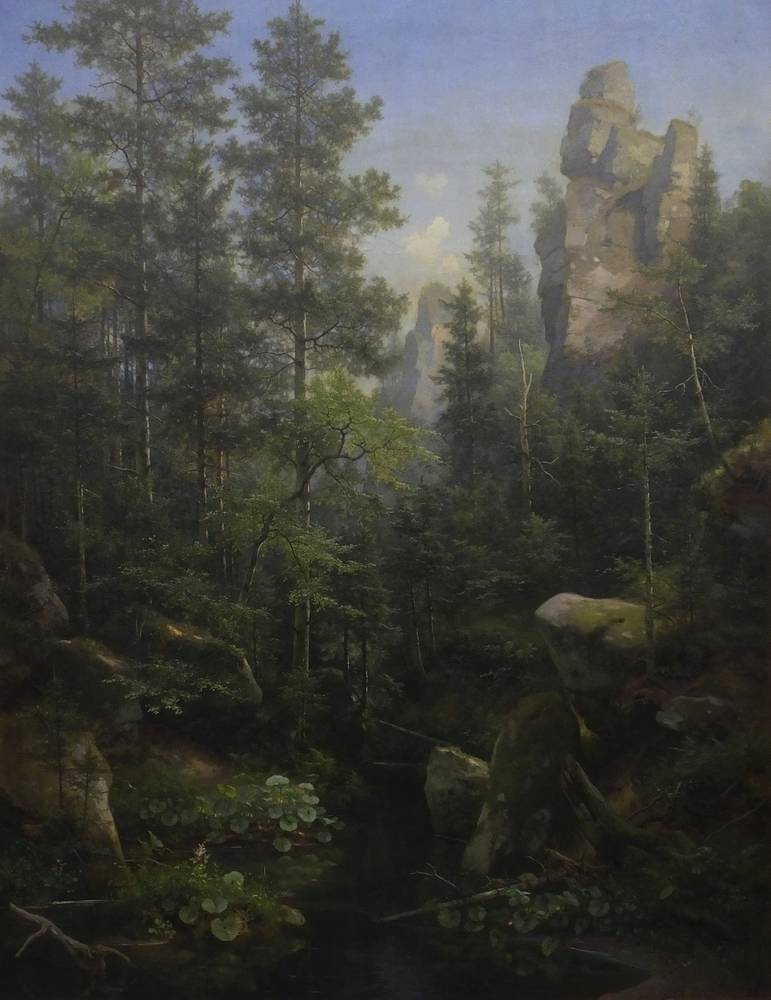
Eduard Leonhardi (1828–1905): Waldeinsamkeit mit Felstürmen, 1887.
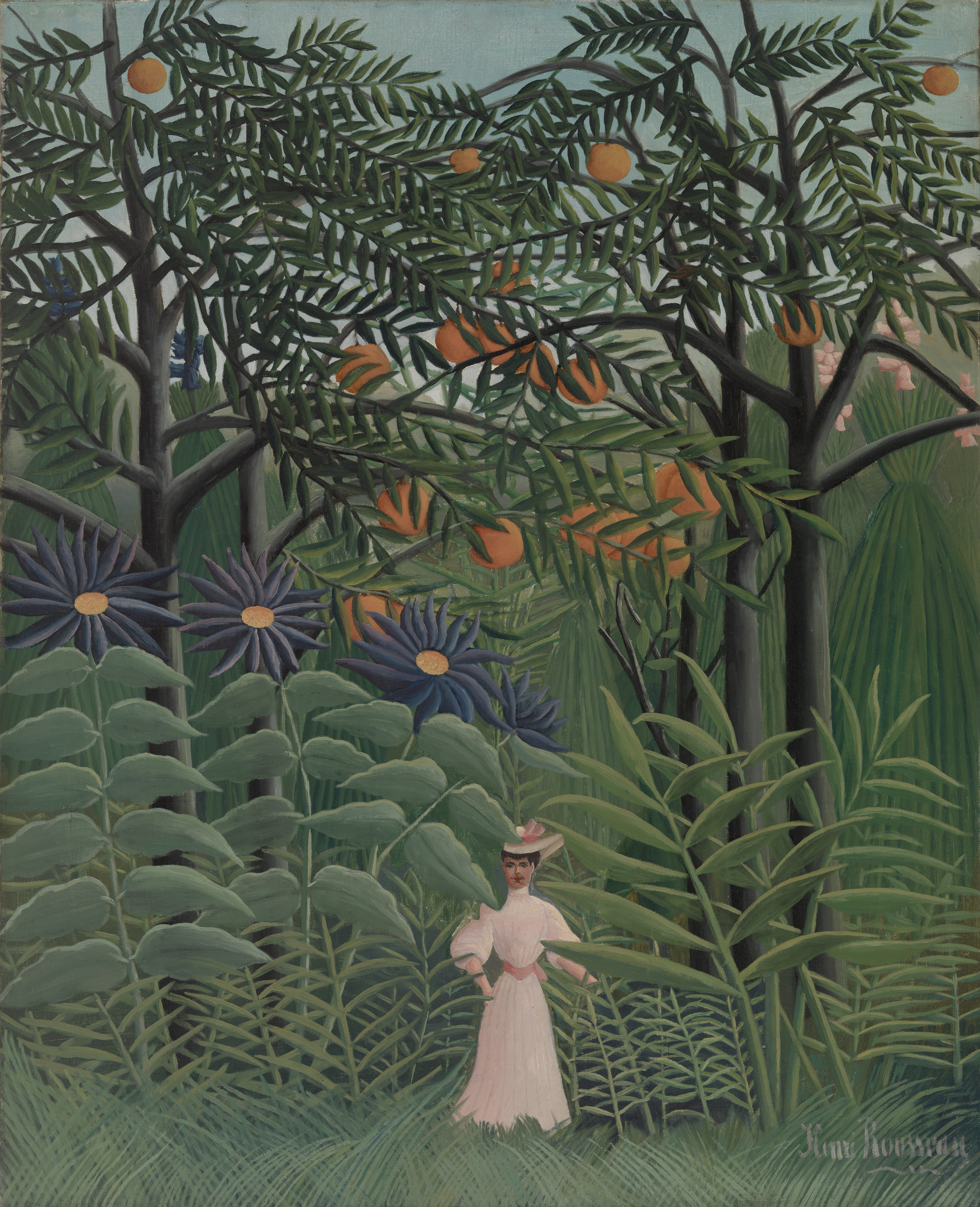
Henri Rousseau (1844–1910): Dame in exotischem Wald, 1905.

## Musik

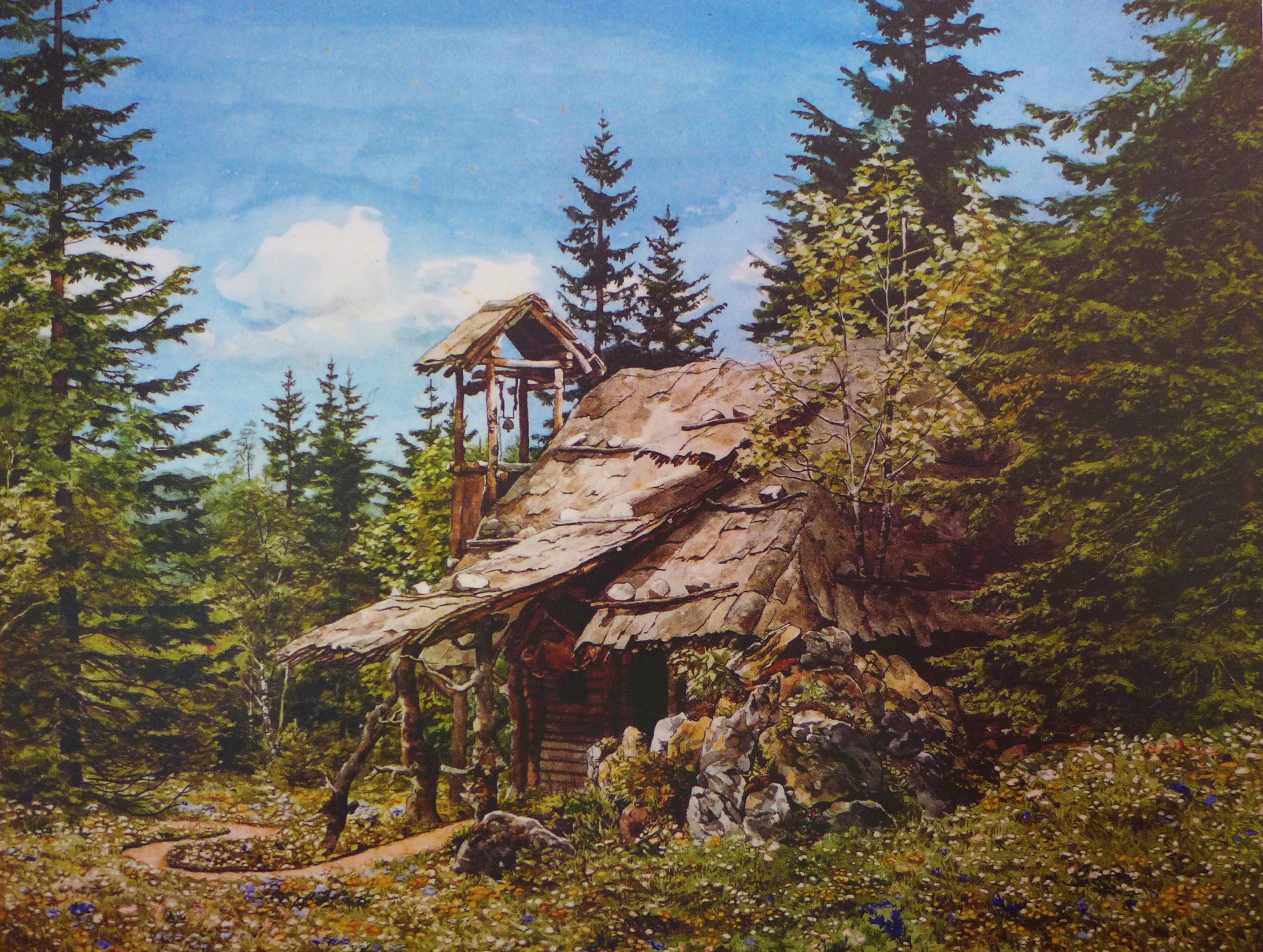
Heinrich Breling (1848–1919): Die Einsiedelei des Gurnemanz, nach dem Bühnenbild von Wagners Parsifal, 1882